# 애슈번 (버지니아주)

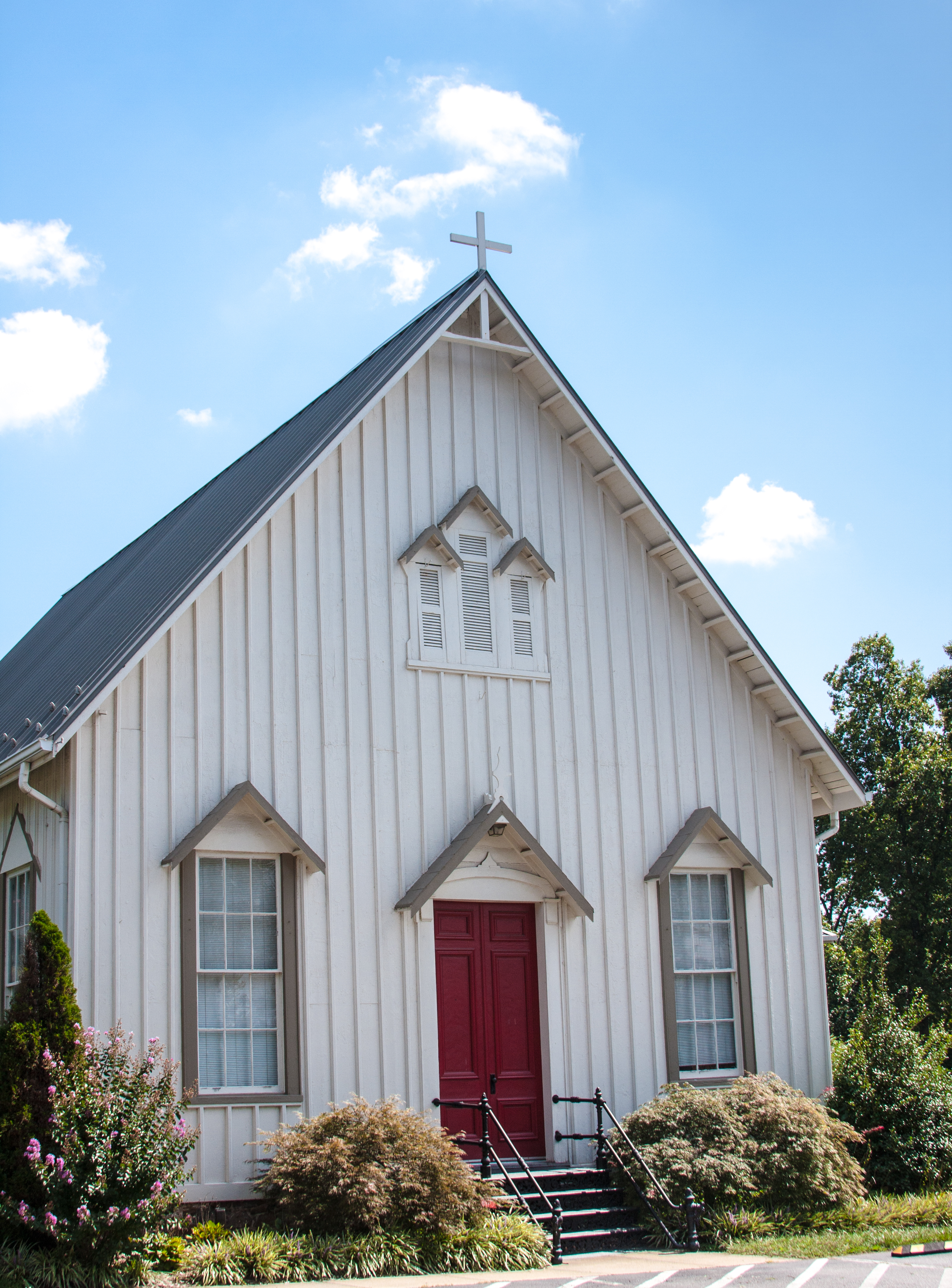

애슈번(Ashburn)은 미국 버지니아주 라우던 군의 도시이다. 인구 조사 지정 구역 (CDP)인 도시로, 2010년 미국 인구총조사에 따르면 애슈번의 인구는 43,511명이다. 워싱턴 D.C.에서 북서쪽으로 48km 떨어진 곳에 위치해 있으며 워싱턴 광역권의 일부이기도 하다.

## 역사
애슈번은 원래 '팜웰' (Farmwell, 다른 이름으로 올드팜웰 / Old Farmwell이나 팜웰스테이션 / Farmwell Station)이란 이름으로 불렸다. 조지 리 3세가 소유한 팜웰이라는 이름의 저택이 근처에 자리했던 것이 이유였다. '팜웰'이라는 도시명이 처음으로 등장한 것은 조지 리의 1802년 10월 유언장에서였으며, 아버지 토머스 러델 리 2세로부터 5.0km2규모의 농장을 물려받았다고 하고 있다. 1841년에는 미국의 부통령 후보이기도 했던 퀘이커 변호사 존 재니가 애슈번 로의 서쪽에 위치한 2.3km2면적의 팜웰 농장 구역을 여름별장 목적으로 구매하였다는 기록이 남아 있다. 재니는 사들인 토지의 이름을 애슈번 농장이라 이름하였으며, 이 이름이 문헌상에 등장한 것은 재니가 땅을 내다 팔았던 1870년이다. 애슈번이라는 이름은 재니의 친인척 이름에서 따왔을 가능성이 높다.
애슈번의 벨몬트 메이너 하우스와 자넬리아는 미국 국립사적지로 등재되어 있다.

## 지리
애슈번의 좌표는 북위 39° 02′ 37″ 서경 077° 29′ 15″ / 북위 39.04361°  서경 77.48750°  (39.0437192, −77.4874899)이며, 평균 고도는 해발 90m이다. 2010년 인구총조사에 따르면 총면적은 44.77km2이며, 그중에서 토지는 44.09km2, 수역은 0.68km2이다. 애슈번은 워싱턴 덜레스 국제공항과 리스버그 (라우던 군청 소재지) 사이에 위치해 있다.

## 인구
| 인구조사             | 인구   | Note | %±    |
| -------------------- | ------ | ---- | ----- |
| 1990년               | 3,393  |      | —     |
| 2010년               | 43,511 |      | —     |
| 2019 (추산)          | 49,848 |      | 14.6% |
| 2019 5-Year Estimate |        |      |       |

## 같이 보기
- 에델만 파이낸셜 필드